# František Fabiánek
František Fabiánek (14. října 1884 Boskovice – 3. prosince 1967 Brno) byl český akademický sochař.

## Život
František Fabiánek se narodil v Boskovicích v rodině kožešníka Maxmiliána Fabiánka a jeho ženy Marie rodem Janků, dcery místního kameníka.

### Studium
V rodných Boskovicích se vyučil kameníkem a následně studoval na sochařské a kamenické škole v Hořicích ve východních Čechách. V letech 1905–1910 studoval Akademii výtvarných umění v Praze u J. V. Myslbeka a v roce 1910 pobýval soukromě v ateliéru francouzského sochaře Agusta Rodina v Paříži, nejvýznamnějšího sochaře té doby. Pobýval i v Římě a Florencii.

## Kariéra
Věnoval se hlavně plastice a pomníkům. Jeho sochařský výraz byl realistický s nápadným smyslem pro objem. Uplatňoval se tak zejména v monumentální pomníkové a náhrobní plastice, ale i v portrétu. V drobných sochařských žánrech převažoval lyrismus.

### Činnost v Hradci Králové

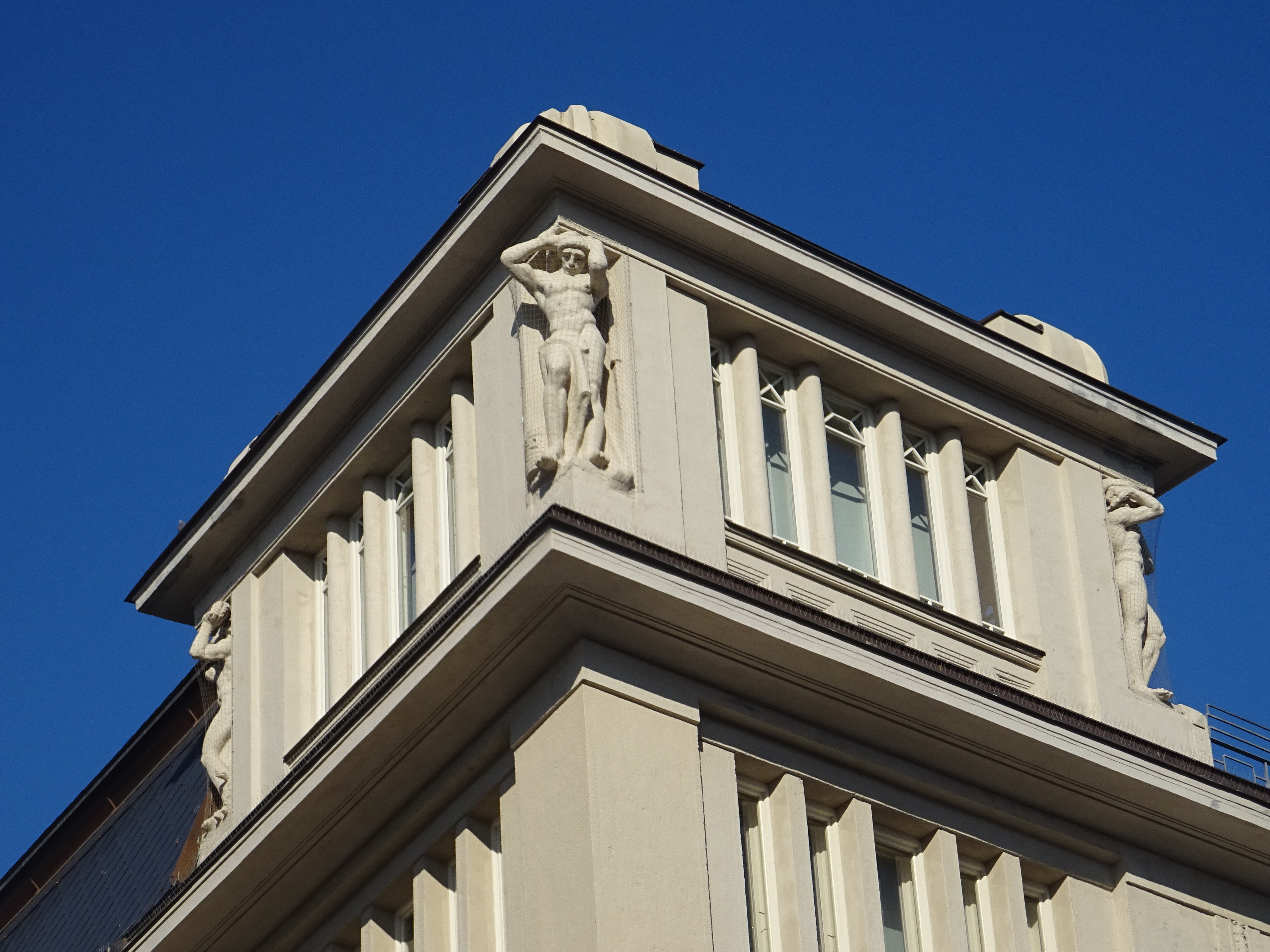
Atlanti na věži dnešní Galerie moderního umění v Hradci Králové (původně palác záložního ústavu)

V Hradci Králové žil a působil v letech 1911–1914, tedy hned po studiích, na počátku své kariéry. Ve městě vytvořil několik realizací a uspořádal i dvě výstavy, a to ve foyer Klicperova divadla a také v muzeu, kde to bylo společně s místním rodákem – malířem Miloslavem Beránkem.
Pro několik veřejných i soukromých budov ve městě navrhl bohatou figurální a dekorativní výzdobu. Je autorem tří betonových karyatid (reliéfů tří atlantů) pod střechou někdejšího Záložního úvěrního ústavu, od roku 1990 využívaného jako Galerie moderního umění. Zmínit lze i portál činžovního domu Františka Černého v Šafaříkově ulici nebo skupinu karyatid na domě stavitele Novotného proti budově Filozofické fakulty místní univerzity. Vytvořil také bustu Ladislava Klumpara i podobizny architekta Rudolfa Němce a paní Holečkové.

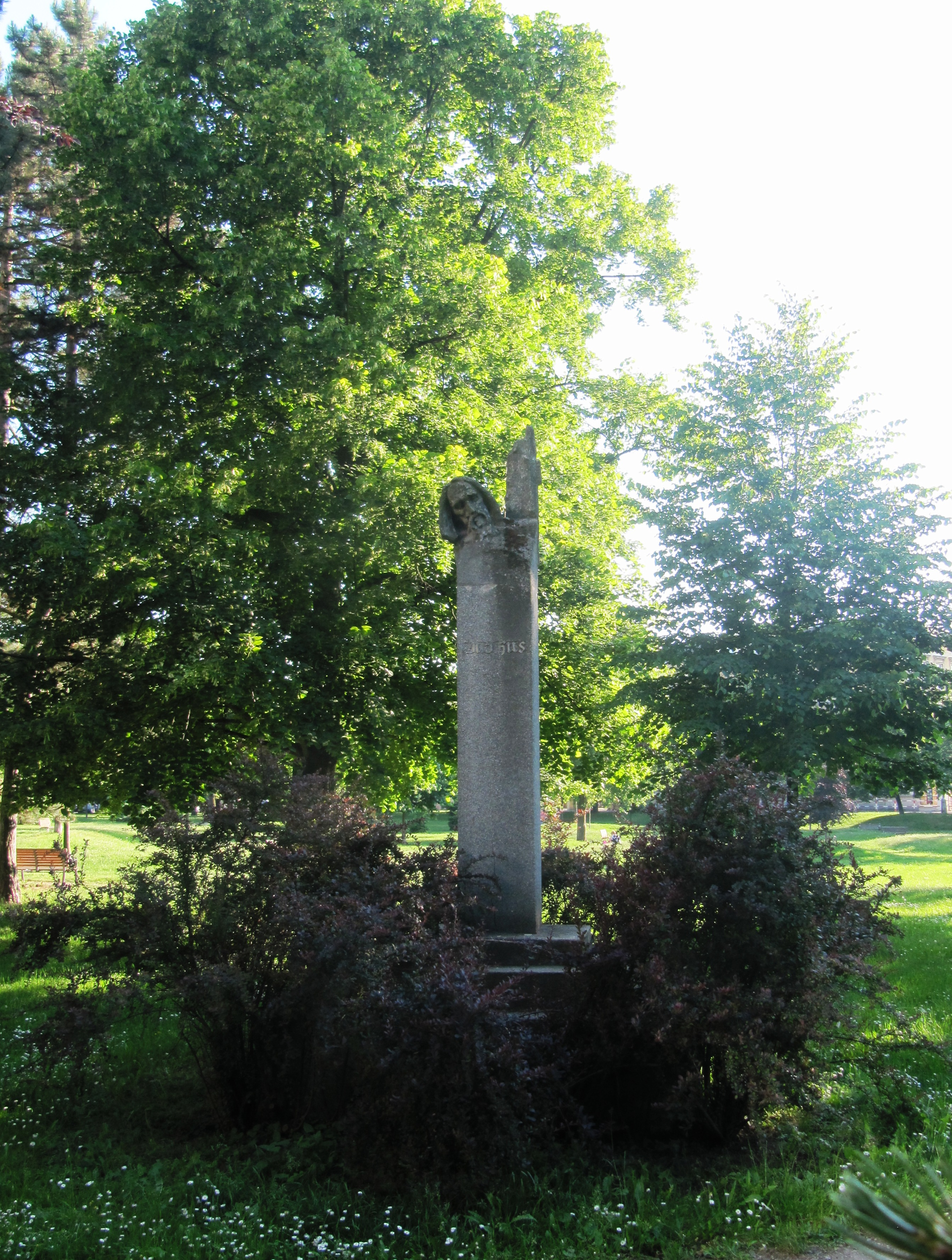
Pomník Jana Husa v Sukových sadech v Hradci Králové

Významným Fabiánkovým dílem je i socha Mistra Jana Husa (busta na vysokém štíhlém sloupku), umístěná v bezprostřední blízkosti evangelického kostela (Nezvalova ulice). Původně však stála na zahradě Klumparovy vily (v téže ulici), a s otevřením kostela v roce 1912 došlo k jejímu přesunu. Zde autor zachytil reformátora v jeho posledních okamžicích. Výraz v nakloněné pohublé vousaté hlavě symbolizuje Husovo utrpení. Za jeho levým ramenem ční zřejmě ohořelý kus dřeva z hranice v Kostnici. Ve městě existuje ještě jedna totožná busta v Sukových sadech, kde byl pomník odhalen 11. srpna 1914.

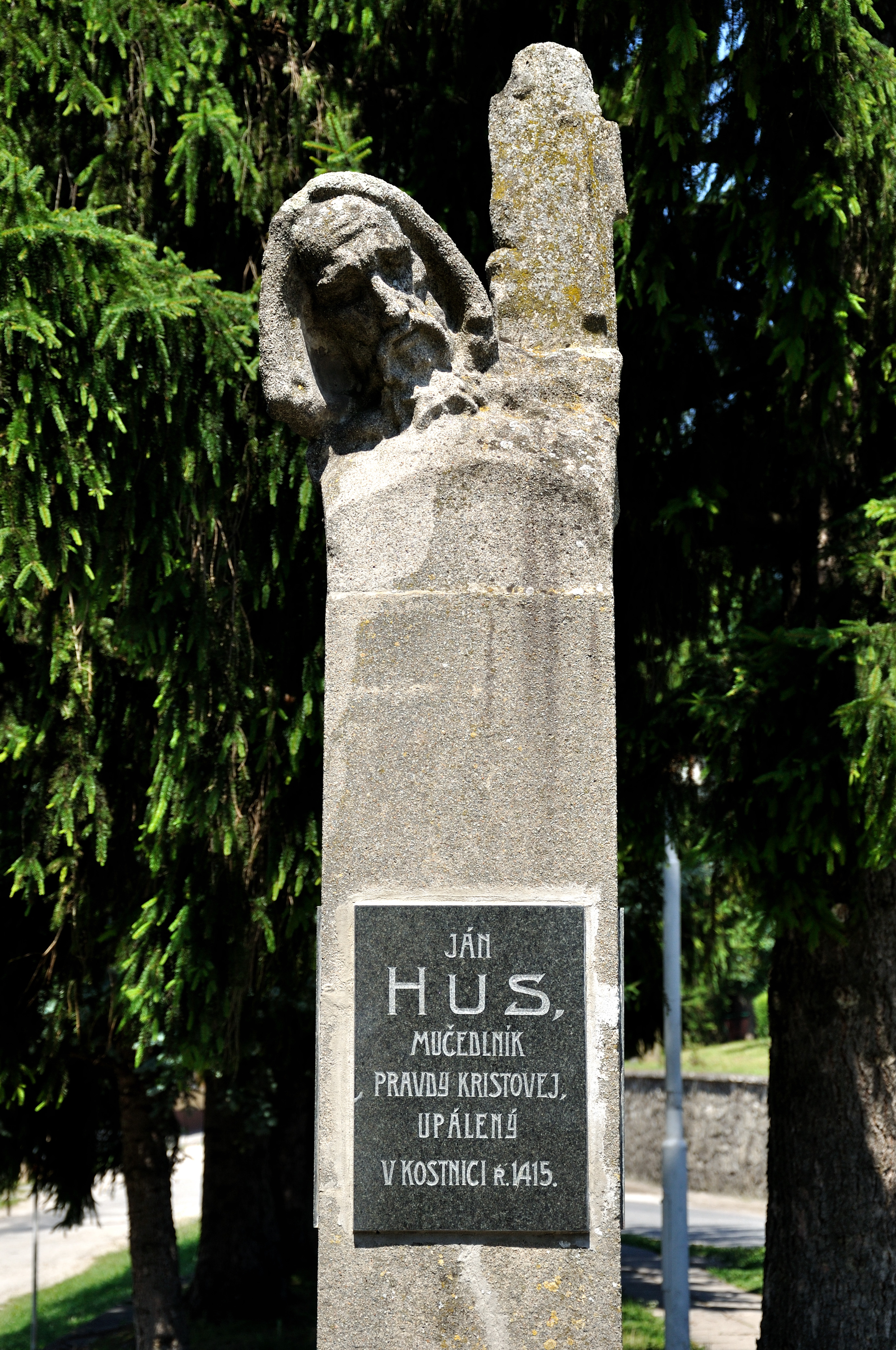
Pomník Mistra Jana Husa ve slovenském městě Brezová pod Bradlom

Stejná Fabiánkova socha Mistra Jana Husa vytvořená z pískovce je zároveň umístěna také ve slovenském městě Brezová pod Bradlom. Jedná se o dar Kostnické jednoty z Prahy slovenským evangelíkům. Pomník byl odhalen 9. července 1922. Na současné místo byl přemístěn při výstavbě sídliště v roce 1988. Jedná se o jedinou Husovu sochu na Slovensku.
V roce 1924 se Fabiánek zúčastnil první soutěže na sochu Jana Žižky v Hradci Králové v roce 1924. Tehdy ale nikdo nevyhrál.

### Činnost na Moravě

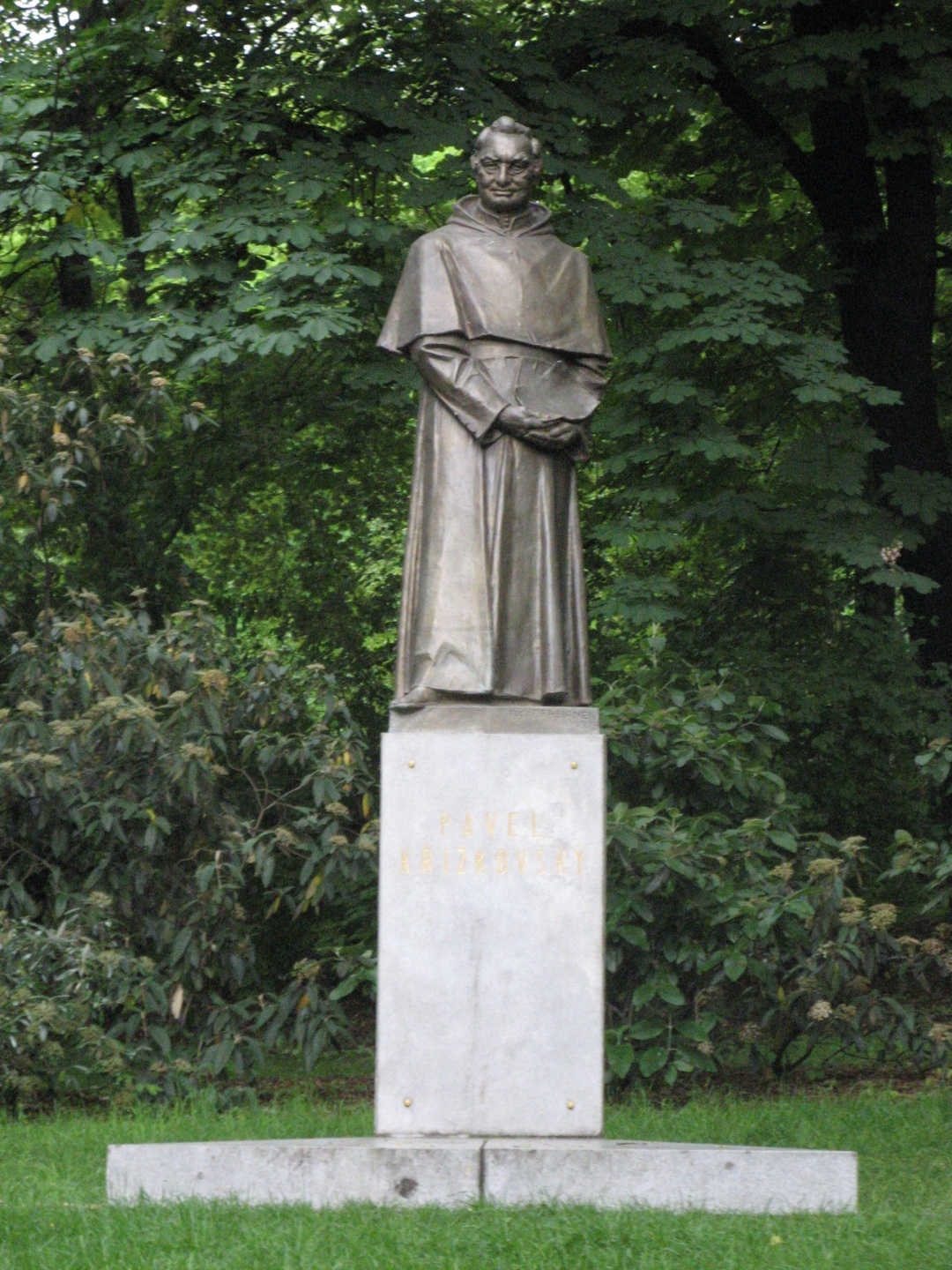
Pomník Pavla Křížkovského v Brně

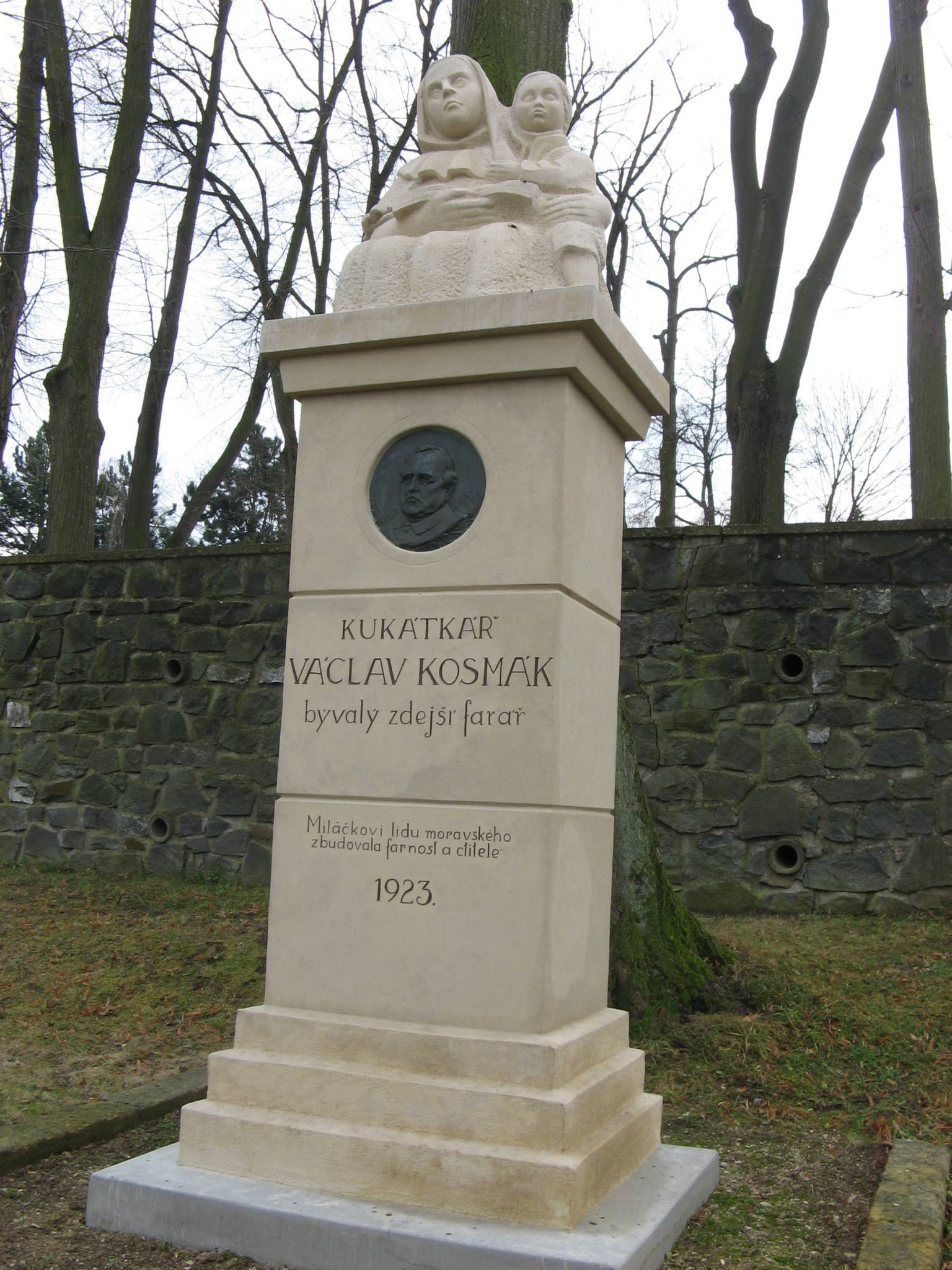
Pomník V. Kosmáka v Tvarožné po restaurování

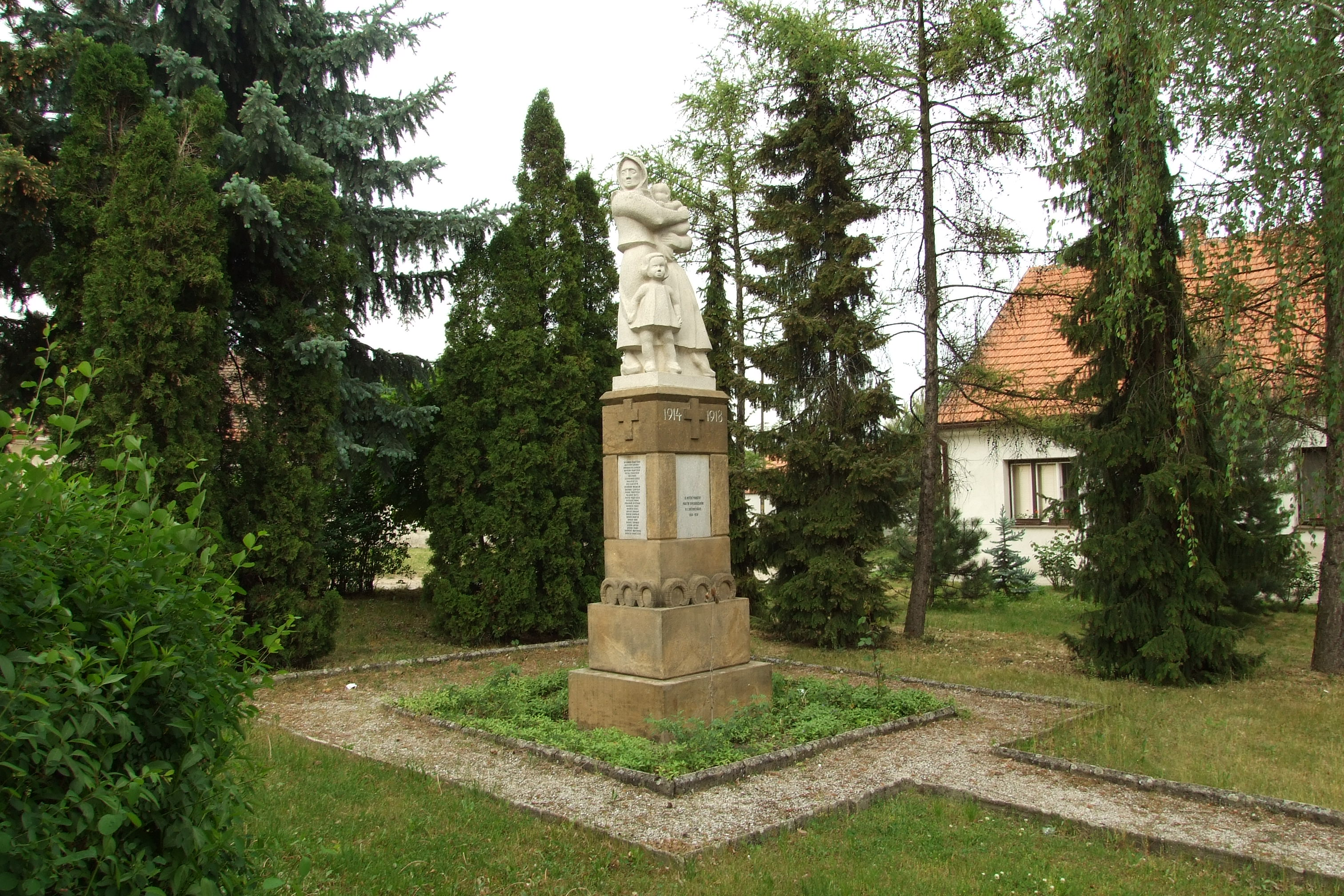
Pomník obětem 1. světové války v Ivanovicích

Po válečné vojenské službě v Bílovicích nad Svitavou a Jevíčku žil až do konce života v Brně.
V roce 1916 se konalo v Brně – Králově Poli odhalení Fabiánkovy sochy Františka Josefa I. v areálu tamní vojenské barákové nemocnice.
Ve 20. letech 20. století koupil boskovické lomy, z jejichž kamene tesal převážnou většinu svých soch. Byl např. autorem portrétů stavitelů J. Němce a J. Hlávky, pomníků Václava Kosmáka (portrétní medailon) pro Tvarožnou (1923), Pavla Křížkovského pro Brno (1925), T. G. Masaryka pro Karvinou (1928) a Šumperk (30. léta), pomníku obětí první světové války v Ivanovicích (zničen, v roce 1993 byl obnoven) a v Rudě nad Moravou u Šumperka (1935), Světlonošky v Boskovicích, výzdoby západní fronty Ministerstva obchodu v Praze, dětského pavilonu Zemského sanatoria v Jevíčku, hospodářských škol v Olomouci, Židlochovicích a Valašských Kloboukách. Vytvořil rovněž bronzovou bustu na pomníku holešovského rodáka a účastníka protifašistického odboje Oldřicha Seilera.
Fabiánek byl i autorem sochy sv. Václava v Národním sadu na vrchu Kotouč ve Štramberku. Socha byla financována z veřejné sbírky pořádané Lašskou orelskou župou Kadláčkovou. Základní kámen byl položen na svátek sv. Václava dne 28. září 1929. Ke slavnostnímu odhalení a posvěcení došlo v rámci národní slavnosti dne 31. července 1932. Po okupaci v roce 1939 byly zničeny české nápisy a pomník byl poškozen. V roce 1948 zůstal po devastaci jen kus kamenného podstavce. Věrnou kopii zhotovil sochař Jan Kozel. Pomník byl znovu odhalen a vysvěcen v roce 1994.
V rodných Boskovicích je k vidění jeho sochařská budova v vstupní hale budovy nynější Základní umělecké školy na náměstí 9. května. Dále je autorem výzdoby funkcionalistické Marešovy vily v Lidické ulici. V parčíku před budovou byla umístěna i Fabiánkova socha Mateřství (byla ukradena). Na budově Muzea Boskovicka se nachází bronzová deska Karla Absolona.
V Brně pro kostel sv. Augustina (Masarykova čtvrť) připravil čtyři bronzové reliéfy svatých evangelistů, umístěné následně na kazatelně kostela (1934). Vytvořil i tři náhrobní plakety na Ústředním hřbitově města Brna (Jan Máša, 1930, Jaroslav Auerswald, 1931, Josef Kratochvil, 1940).
Vrcholem jeho díla se stal ve 40. letech 20. století cyklus 50 symbolistních plastik Hymnus všelidskosti, které byly ovlivněny jeho učitelem Rodinem. Po druhé světové válce se podílel na pomníku Bohumíra Šmerala pro areál tehdejších brněnských Šmeralových závodů (1955).
Dílo je zastoupeno např. ve sbírkách Muzea města Brna.

## Rodina
Jeho otcem byl kožešník Maxmilián Fabiánek a matkou Marie Fabiánková, rozená Janků, dcera místního kameníka.
Dne 16. září 1920 se oženil s Olgou Carovou, následně Fabiánkovou.
Zemřel 3. prosince 1967 v Brně. Pohřben byl na Ústředním hřbitově města Brna.